# Lauben (powiat Unterallgäu)
Lauben – miejscowość i gmina w Niemczech, w kraju związkowym Bawaria, w rejencji Szwabia, w regionie Donau-Iller, w powiecie Unterallgäu, wchodzi w skład wspólnoty administracyjnej Erkheim. Leży w Szwabii, około 15 km na zachód od Mindelheimu, nad rzeką Günz.

## Dzielnice
W skład gminy wchodzą następujące dzielnice:
- Lauben
- Frickenhausen
- Lauberhart
- Ziegelstadel

## Demografia
| Rok  | Liczba mieszk. |
| ---- | -------------- |
| 1970 | 1 112          |
| 1987 | 1 168          |
| 2000 | 1 282          |

## Polityka
Wójtem gminy jest Reiner Rössle, rada gminy składa się z 12 osób.
|      | Bürgergemeinschaft | FW Frickenhausen | UWG Frickenhausen | UWG Frickenhausen/FW Frickenhausen | Razem |
| 2008 | 6                  | -                | -                 | 6                                  | 12    |
| 2002 | 7                  | 2                | 3                 | -                                  | 12    |

## Oświata
W gminie znajduje się przedszkole (50 miejsc i 51 dzieci).